# The Judge (brano musicale)
The Judge è un brano musicale del duo musicale statunitense Twenty One Pilots, pubblicato nel loro quarto album in studio Blurryface nel 2015.

## Descrizione
Settima traccia di Blurryface, il brano è l'unico dell'album ad essere stato prodotto dal britannico Mike Crossey e ad essere registrato al di fuori degli Stati Uniti d'America, precisamente ai Livingston Studios di Londra. Il brano è scritto come di consueto dal cantante Tyler Joseph.
Dalle sonorità pop, la struttura portante di The Judge si basa principalmente sull'ukulele di Tyler Joseph, che accompagna la sua voce per tutta la durata del brano.

## Formazione
Twenty One Pilots
- Tyler Joseph – voce, cori, ukulele, organo Hammond, pianoforte, sintetizzatore
- Josh Dun – batteria, percussioni, cori

Altri musicisti
- Mike Crossey – programmazione, basso, sintetizzatore, cori
- Jonathan Gilmore – cori

Produzione
- Mike Crossey – produzione
- Jonathan Gilmore – ingegneria del suono

## Classifiche
| Classifica (2015)                | Posizione massima |
| -------------------------------- | ----------------- |
| Stati Uniti (rock & alternative) | 32                |